# Waplewo (Olsztynek)
Waplewo [vaˈplɛvɔ] (deutsch Waplitz) mit Waplewo (Osada) ist ein Dorf mit einer Siedlung in der Stadt- und Landgemeinde Olsztynek (Hohenstein i. Ostpr.) im Powiat Olsztyński (Kreis Allenstein) in der polnischen in der Woiwodschaft Ermland-Masuren.

## Geographische Lage
Waplewo liegt am Flüsschen Marózka (deutsch Maranse) im südlichen Westen der Woiwodschaft Ermland-Masuren, 32 Kilometer südöstlich der einstigen Kreisstadt Osterode in Ostpreußen (polnisch Ostróda) bzw. 31 Kilometer südwestlich der jetzigen Kreismetropole und Woiwodschaftshauptstadt Olsztyn (deutsch Allenstein).

## Geschichte

### Das Dorf Waplitz/Waplewo
Die erste urkundliche Erwähnung des Ortes erfolgte 1384. Allerdings übereignete der Komtur von Christburg bereits 1334/35 an der Stelle des dann Wapels genannten Ortes 100 Hufen Land an die Prußen Wapel (wohl der Namensgeber des Ortes), Nadrow und Scawot zwecks Besiedlung. Bereits vor der Reformation war das Dorf Mittelpunkt eines Kirchspiels. Um 1618 erwarb Albrecht Finck das Gut, das bis zur Zwangsversteigerung 1830 zu dessen Familie Finck von Finckenstein gehörte. 1835 kaufte Alexander Pannek es samt den Vorwerken Gay bei Hohenstein (nach 1933 Gärtringen, polnisch Gaj), Jakobsthal (polnisch Ciemnioch, nicht mehr existent) und Freudenthaler Mühle (polnisch Ruda Waplewska). Seine Familie blieb bis 1945 hier ansässig.
1874 kam Waplitz als Landgemeinde und als Gutsbezirk zum neu errichteten Amtsbezirk Wittmannsdorf (polnisch Witramowo) im Landkreis Osterode in Ostpreußen. Im Jahre 1910 zählte Waplitz 616 Einwohner, von denen 239 zum Dorf und 377 zum Gut gehörten.

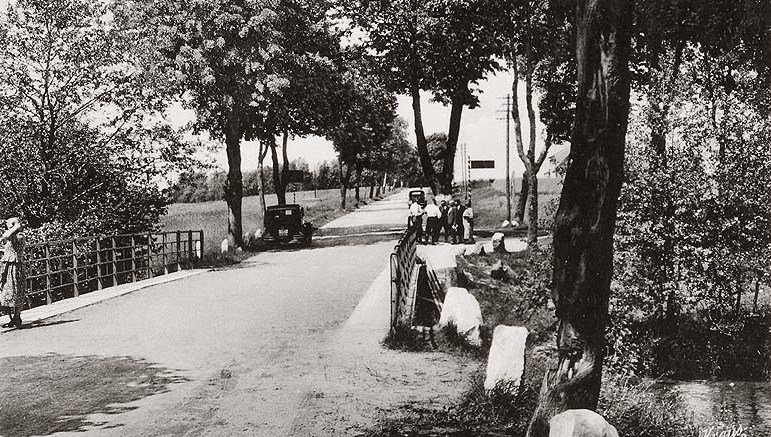
Die Brücke in Waplitz im Jahre 1919 – Ort heißer Kämpfe im Gefecht von Waplitz

Im Verlauf der Schlacht bei Tannenberg kam es am 28. August 1914 zum Gefecht von Waplitz. Die Gefallenen beider Armeen wurde auf dem Ehrenfriedhof Waplitz beigesetzt.
Aufgrund der Bestimmungen des Versailler Vertrags stimmte die Bevölkerung im Abstimmungsgebiet Allenstein, zu dem Waplitz gehörte, am 11. Juli 1920 über die weitere staatliche Zugehörigkeit zu Ostpreußen (und damit zu Deutschland) oder den Anschluss an Polen ab. In Waplitz (Dorf und Gut) stimmten 380 Einwohner für den Verbleib bei Ostpreußen, auf Polen entfielen keine Stimmen.
Am 30. September 1929 schloss sich die Landgemeinde Waplitz mit dem Gutsbezirk Waplitz zur neuen Landgemeinde Waplitz zusammen. Die Zahl der Einwohner dieser „neuen“ Gemeinde belief sich 1933 auf 547 und 1939 auf 519.
Im Januar 1945 wurde der Ort von der sowjetischen Armee erobert und im späteren Verlauf mit dem gesamten südlichen Ostpreußen polnisch. Waplitz erhielt die polnische Namensform „Waplewo“ und ist heute mit dem Sitz eines Schulzenamts, in das die Ortschaften Jadamowo (Adamsheide) und Ruda Waplewska (Freudenthaler Mühle) eingegliedert sind, eine Ortschaft im Verbund der Stadt- und Landgemeinde Olsztynek (Hohenstein i. Ostpr.) im Powiat Olsztyński (Kreis Allenstein), bis 1998 Teil der Woiwodschaft Olsztyn, seither der Woiwodschaft Ermland-Masuren – mit Sitz in Olsztyn (Allenstein) – zugehörig.

### Die Siedlung Waplewo (Osada)
Waplewo (Osada) liegt östlich des Dorfs Waplewo unweit der Bahnstation  (Geographische Lage von Waplewo (Osada)). Über Entstehung bzw. Geschichte der Siedlung liegen keine Belege vor, auch nicht in der Beantwortung der Frage, ob der kleine Ort vor 1945 eine deutsche Namensform führte.

## Ehrenfriedhof Waplitz

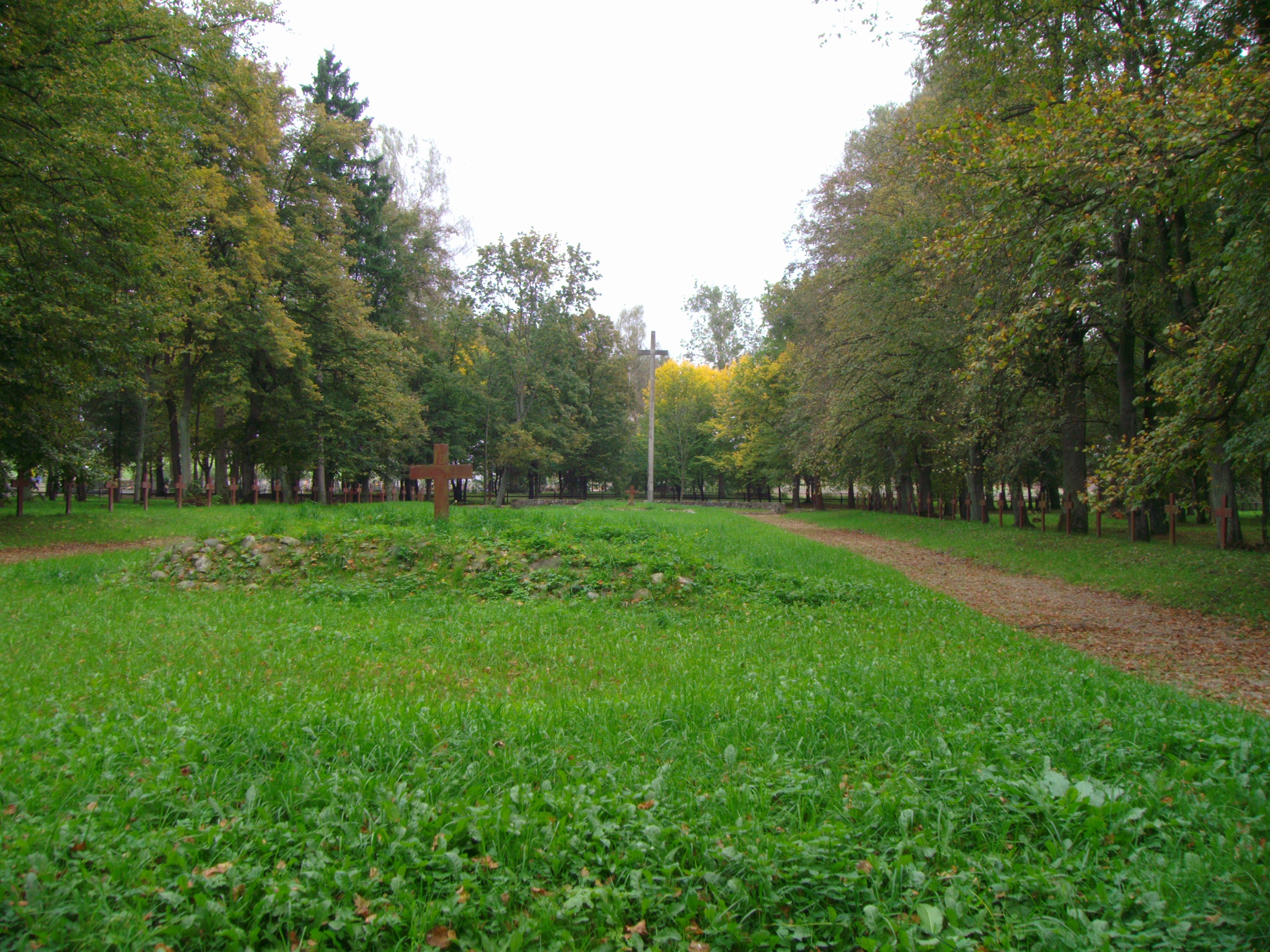
Der Ehrenfriedhof Waplitz in Waplewo

Im August 1934 weihte Reichspräsident von Hindenburg auf einem vom Waplitzer Gutsbesitzer Karl Pannek zur Verfügung gestellten Gelände ein Denkmal auf dem  Ehrenfriedhof Waplitz ein, auf dem nahezu 600 russische und deutsche Soldaten begraben liegen. Sie kamen im Gefecht von Waplitz am 28. August 1914 ums Leben. Die Gedenkstätte liegt direkt an der Schnellstraße 7, machte lange einen vernachlässigten Eindruck, wurde jedoch 2007 umfassend restauriert.

## Kirche

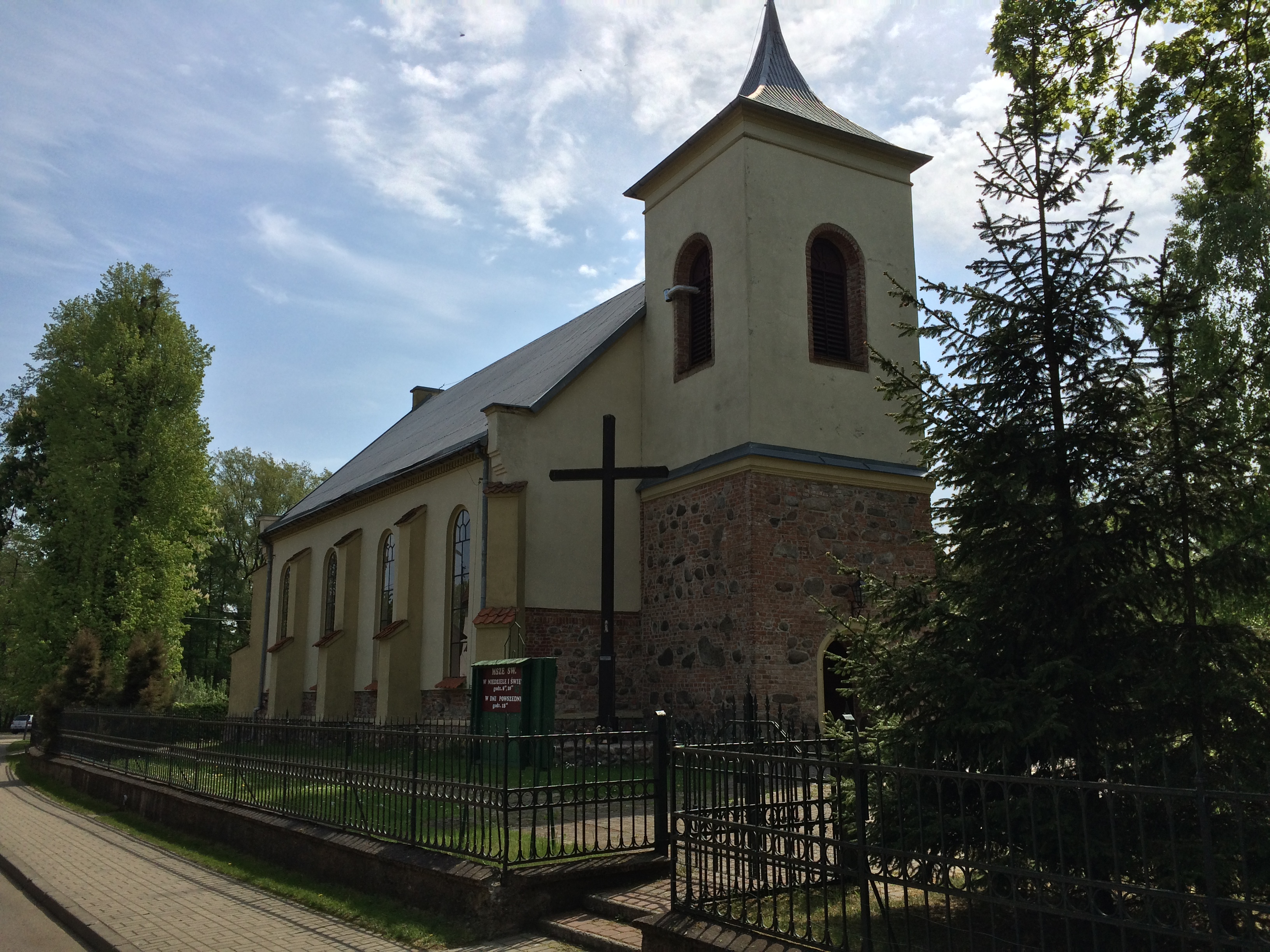
Die Kirche in Waplewo

### Kirchengebäude
Bereits im Jahre 1410 wurde in Waplitz eine Kirche als zerstört gemeldet. 1525 entstand als neues Bauwerk eine Holzkirche, die 1870 wegen Baufälligkeit abgerissen werden musste. Die jetzige in neuromanischem Stil aus Feldstein und Ziegel errichtete Kirche wurde 1872 eingeweiht. Bis 1945 war sie evangelisches Gotteshaus, jetzt ist sie römisch-katholische Pfarrkirche.

### Kirchengemeinde

#### Evangelisch
Die Gründung der Kirche in Waplitz geschah in vorreformatorisches Zeit. Mit der Reformation wurde sie evangelisch. Mit der Kirche Seelesen (polnisch Żelazno) bildete sie eine „Vereinigte Kirchengemeinde“ und gehörte bis 1945 zum Superintendenturbezirk Hohenstein i. Ostpr. (polnisch Olsztynek) im Kirchenkreis Osterode in Ostpreußen in der Kirchenprovinz Ostpreußen der Kirche der Altpreußischen Union. Heute gehören die evangelischen Einwohner Waplewos bzw. der Osada Waplewo zur evangelischen Kirche in Olsztynek, einer Filialkirche der Pfarrei Olsztyn (Allenstein) in der Diözese Masuren der Evangelisch-Augsburgischen Kirche in Polen.

#### Römisch-katholisch
Bis 1945 waren die katholischen Einwohner von Waplitz nach Thurau (polnisch Turowo) im Bistum Ermland eingepfarrt. Heute ist die Kirche in Waplewo eine römisch-katholische Pfarrkirche und gehört zum Dekanat Olsztynek im Erzbistum Ermland.

## Schule
Seit 1577 bestand in Waplitz eine Schule. Im Jahre 1903 wurde ein Schulneubau errichtet, der über drei Klassenräume sowie drei Lehrerwohnungen verfügte.

## Verkehr

### Straße
Waplewo liegt an der Polen in Nord-Süd-Richtung durchziehenden Schnellstraße 7, die zugleich Europastraße 77 ist, mit einer eigenen Anschlussstelle zwischen Olsztynek (Hohenstein i. Ostpr.) und Nidzica (Neidenburg). Zwei kleinere Nebenstrsaßen verbinden das Dorf mit Maróz (Groß Maransen) bzw. Jadamowo (Adamsheide).
Waplewo (Osada) liegt an der Straße Waplewo–Maróz.

### Schiene

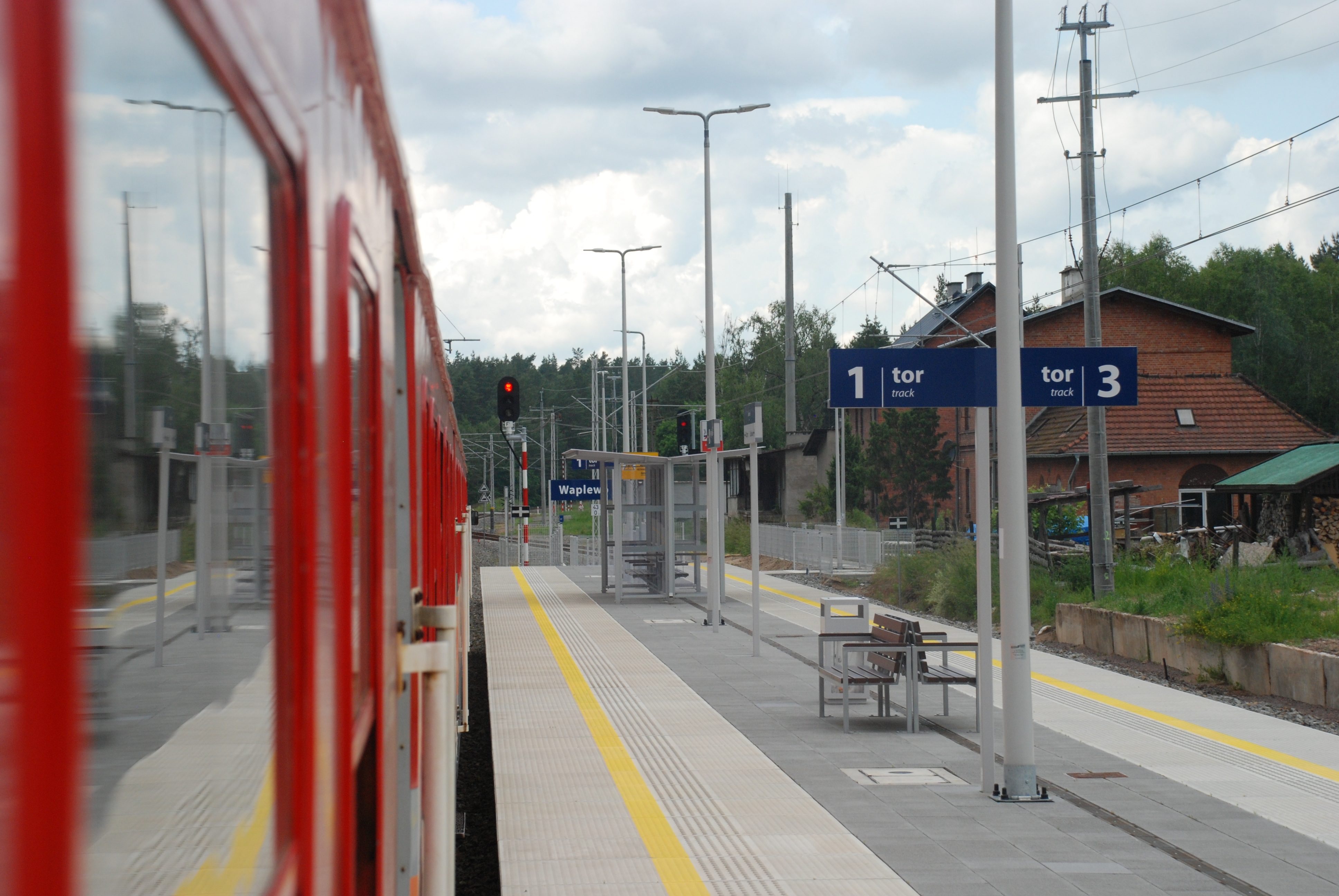
Bahnstation Waplewo

Seit 1888 ist Waplitz Bahnstation an der Bahnstrecke Działdowo–Olsztyn (deutsch Soldau–Allenstein), bis 1945 als Bahnhof, nunmehr als Haltepunkt. Die alten Bahnhofsgebäude sind verlassen und teilweise verwüstet.

## Persönlichkeiten

### Aus dem Ort gebürtig
- Otto Pannek (* 26. Dezember 1840 in Waplitz), preußischer Rittergutsbesitzer auf Waplitz und Mitglied des Deutschen Reichstags († 1878)
- Otto Nickel (* 12. November 1899 (1897?) in Waplitz), Bauer, rettete als Oberfeldwebel des ostpreußischen Infanterie-Regiments 2 in der Nähe von Warschau 1941 zwei jungen polnischen Juden vor der Erschießung durch die SS das Leben: der 15-jährige Viltor Gonschorrek und der 16-jährige Jan Lubinetzki. Er nahm sie als polnische Zwangsarbeiter getarnt auf seinem Hof in Waplitz bis Kriegsende auf. Nach dem Krieg lebte er in Bardowick bei Lüneburg in Niedersachsen. – Nickel erhielt 1969 eine Ehrenurkunde des Staates Israel und durfte im Beisein seiner beiden Schützlinge 1973 im „Garten der Gerechten unter den Völkern“ Yad Vashem in Jerusalem einen Baum pflanzen.[4][11][12]

### Mit dem Ort verbunden
- Karl Krebs (1880–1914), preußischer Maler und Graphiker, am 28. August 1914 im Gefecht von Waplitz gefallen